# Batak Mandailing jezik
Batak Mandailing jezik (batta, mandailing batak; ISO 639-3: btm), batački jezik kojim govori 1 100 000 ljudi (2000 popis) na sjeveru Sumatre u Indoneziji. 
Zajedno s jezicima batak toba [bbc] i batak angkola [akb] čini južnobatačku podskupinu i čini dio šire sjeverozapadne sumatranske skupine.
Piše se batačkim pismom

## Vanjske poveznice
- Ethnologue (14th)
- Ethnologue (15th)